# Ilja Michailowitsch Lifschiz
Ilja Michailowitsch Lifschiz (russisch Илья́ Миха́йлович Ли́фшиц; * 31. Dezember 1916jul. / 13. Januar 1917greg. in Charkow; † 23. Oktober 1982 in Moskau) war ein sowjetischer Theoretischer Physiker, Festkörperphysiker, Polymerphysiker und Hochschullehrer.

## Leben
Lifschiz, Sohn eines Medizin-Professors und jüngerer Bruder des Physikers Jewgeni Michailowitsch Lifschiz, studierte an der Universität Charkow bis 1936 und darauf am Polytechnischen Institut Charkow mit Abschluss 1938. Sein wissenschaftlicher Lehrer war L. D. Landau.
Lifschiz begann seine wissenschaftliche Arbeit 1937 im Charkower Physikalisch-Technischen Institut, in dem bereits sein Bruder arbeitete. 1941 mit Beginn des Deutsch-Sowjetischen Krieges wurde Lifschiz Leiter der dortigen Theorie-Abteilung, die vordem L. D. Landau geleitet hatte, und dazu 1944 Professor und Leiter eines Lehrstuhls der Universität Charkow. 1967 wurde er Mitglied der Akademie der Wissenschaften der Ukraine.
1964 wurde Lifschiz auf den Lehrstuhl für Elektrodynamik und Quantentheorie der Lomonossow-Universität Moskau berufen. Dazu wurde er 1969 Leiter der Theorie-Abteilung des Instituts für Physikalische Probleme der Akademie der Wissenschaften der UdSSR (jetzt Kapiza-Institut für Physikalische Probleme) in Moskau, wiederum als später Nachfolger von L. D. Landau. 1960 wurde er korrespondierendes und 1970 Vollmitglied der Akademie der Wissenschaften der UdSSR. 1978 wechselte er auf den Lehrstuhl für Tieftemperaturphysik der Lomonossow-Universität Moskau, den er bis zu seinem Tode innehatte.
Lifschiz arbeitete auf dem Gebiet der Physik der kondensierten Materie und speziell der Festkörperphysik. Seine Untersuchungen des Verhaltens von Elektronen in ungeordneten Systemen waren bahnbrechend. 1948 erarbeitete er eine Theorie der Zwillingsbildung. Er bestimmte die Abhängigkeit der beobachtbaren Eigenschaften der Metalle von der Geometrie und Topologie der Fermi-Fläche. In der Störungstheorie führte er Anfang der 1950er Jahre die Spektrale Verschiebungsfunktion ein. 1954–1965 entwickelte er mit seinen Schülern die moderne Elektronentheorie der Metalle. 1960 sagte er den Phasenübergang der Ordnung 2 1/2 voraus und 1969 die Quantendiffusion und mit Alexander Fjodorowitsch Andrejew Suprasolidität. 1969–1972 erarbeiteten Lifschiz und A. F. Andrejew die Theorie der Quantenkristalle und Quantendiffusion. 1972 entwickelten Lifschiz und J. M. Kagan die Quantentheorie der Phasenübergänge 1. Ordnung.
In den 1970er Jahren konzentrierte sich Lifschiz auf die Polymerphysik. Zusammen mit A. J. Grosberg und A. R. Chochlow erarbeitete er eine Theorie des Knäul-Tröpfchen-Übergangs in Polymeren und Biopolymersystemen unter Benutzung der Konformationsentropie und der Dichtefunktionaltheorie. Er gründete die Schule für Festkörper- und Polymerphysik (mit seinen Schülern A. J. Grosberg, A. R. Chochlow, M. J. Asbel, M. I. Kaganow, A. M. Kossewitsch und anderen). 1982 wurde er ausländisches Mitglied der National Academy of Sciences der USA.

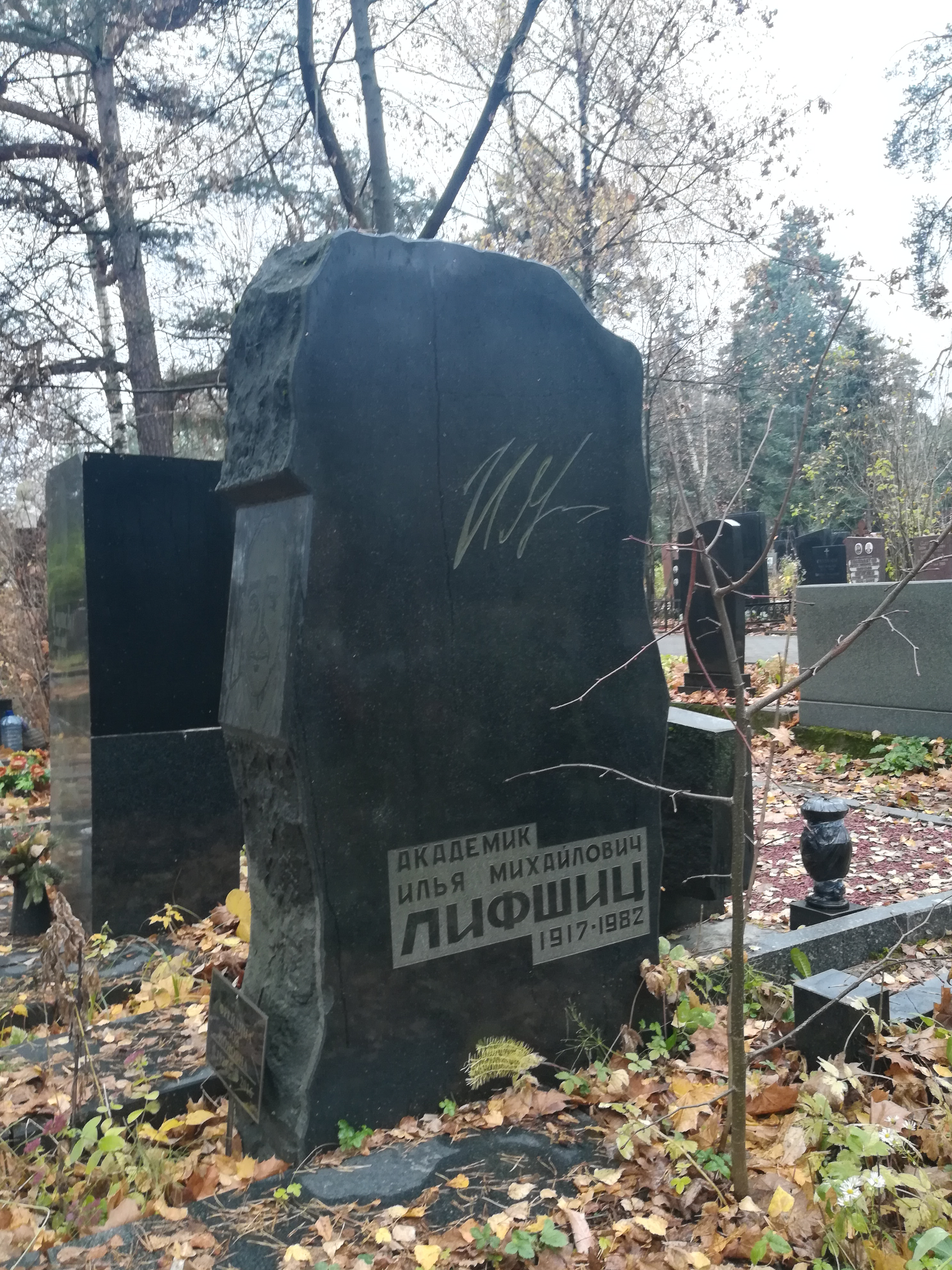
Grab von Ilja Michailowitsch Lifschiz auf dem Kunzewoer Friedhof.

Lifschiz fand sein Grab auf dem Moskauer Kunzewoer Friedhof.

## Ehrungen
- Orden des Roten Banners der Arbeit
- L. I. Mandelstam-Preis der Akademie der Wissenschaften der UdSSR (1952)
- Francis Simon-Preis des Institute of Physics (1961)
- Ehrenmitglied des Trinity College (Cambridge) (1962)
- Leninpreis (1967) für die gemeinschaftliche Erarbeitung einer modernen Elektronentheorie der Metalle, die das Energiespektrum der Metalle erklärt.